# 黄金镇 (丰顺县)
黄金镇，是中华人民共和国广东省梅州市丰顺县下辖的一个乡镇级行政单位。

## 行政区划
黄金镇下辖以下地区：
中心社区、径双村、清溪村、望楼村、鹅湖村、启明村、龙山村、三联村、湖田村、嶂背村、松青村、遍沙村、双灵村、三合村、光明村、深田村、东坑村、芹寨洋村、埔头角村、埔东村、隍洞村、杨石村、坑尾村和罗江村。